# Georg Kaßner
Georg Max Julius Kaßner (* 4. Februar 1858 in Lubin; † 30. März 1929 in Münster) war ein preußischer Chemiker, Pharmazeut und Geheimer Regierungsrat.

## Leben
Kaßner wurde als Sohn des Amtsgerichtsrats J. Kaßner († 1906) geboren.
Wie es damals üblich war, musste er, bevor er Hochschullehrer und Forscher in der Fachrichtung Chemie und Pharmazie werden konnte, zum Apotheker ausgebildet werden. Danach konnte er seinem lang gehegten Wunsch nachgehen und begann, in Basel, Zürich und Breslau zu studieren. Während seines Studiums wurde er 1880 Mitglied der Burschenschaft Teutonia Zürich. Nach dem Studium wurde er zum Militärdienst in Posen verpflichtet und kehrte anschließend 1884 nach Breslau zurück. Im Jahre 1886 heiratete er Maria Heintze.
Zunächst stellte Geheimregierungsrat Thomas August Theodor Poleck (1821–1906) Kaßner als Assistenten an, und insbesondere hier erfuhr er Eindrücke, die sein späteres Lebenswerk stark beeinflussten. Sein ganzes Leben widmete er der wissenschaftlichen Erforschung von Bleioxidverbindungen. So begann er bereits unter Poleck, die Plumbate intensiv zu erforschen und stellte erstmals das Calciumplumbat (Ca2PbO4) her. Im Jahre 1889 erfand er mithilfe dieser Verbindung ein Verfahren zur Gewinnung von Sauerstoff aus der Luft, denn Calciumplumbat spaltet sich mit reiner Kohlensäure bei 700 °C in Calciumcarbonat, Bleioxid und Sauerstoff. Die Nebenprodukte Calciumcarbonat und Bleioxid bilden beim Erhitzen an der Luft wieder Calciumplumbat. In folgenden Formeln werden beide Prozesse versinnbildlicht:
{\displaystyle \mathrm {Ca_{2}PbO_{4}+2\ CO_{2}\longrightarrow (2\ CaCO_{3}+PbO)+O} }
{\displaystyle \mathrm {2\ CaCO_{3}+PbO+4\ N+O\longrightarrow 2\ CO_{2}+4\ N+Ca_{2}PbO_{4}} }
Dieses Verfahren wurde Thema seiner Habilitationsschrift Ein neues Verfahren zur Nutzbarmachung des Sauerstoffs der Luft und die demselben zu Grunde liegenden Verbindungen, Breslau 1889, und 1896 patentiert.
Als Nachfolger von Paul Arthur Meyer (1850–1922) folgte Kaßner im Jahre 1891 dem Ruf an die Königliche Theologische und Philosophische Akademie in Münster als außerordentlicher Professor für pharmazeutische Chemie und chemische Technologie. Diese Akademie und spätere Westfälische Wilhelms-Universität war zu der Zeit Zentralstelle für Pharmazie der Provinz Westfalen, somit stellte dieser Schritt ein einschneidenden Sprung in seiner Karriere dar. Außer für pharmazeutische Chemie hatte er hier auch einen Lehrauftrag für technologische und forensische Chemie. Zusätzlich richtete er private Fortbildungskurse ein. Er legte besonderen Wert auf maßanalytische Ausbildung, denn nach seinen Erkenntnissen sei Maßanalyse für den Apotheker und den Chemiker von besonderer Wichtigkeit. Im Deutschen Arzneibuch der dieser Zeit neuesten 6. Auflage wurde diese Ansicht voll und ganz bestätigt.
Im Jahre 1895 verfasste er eine zu der Zeit wichtige Abhandlung: Die Beschreibung eines Verfahrens zur Gewinnung und Trennung von Rohrzucker und anderen Zuckerarten aus unreinen, fremde Stoffe enthaltenden Zuckerlösungen wie z. B. aus Melasse, Pflanzensäften und dergl. Einige Jahre nach der Entwicklung des Verfahrens zur Sauerstoffgewinnung erfand Linde das Lindesche Verfahren, bei dem bei deutlich geringeren Kosten ebenfalls reiner, flüssiger Sauerstoff hergestellt wird. Aus ökonomischer Sicht konnte sich das Kaßnersche Verfahren nicht mehr behaupten, er ließ sich dadurch jedoch nicht beeinflussen. In den Jahren 1899 bis 1903 folgten weitere Fachartikel und Abhandlungen, wie unter anderem:
- Ein neuer Fall von Krystallchloroform, Leprarin-Chloroform, 1900
- Über die Tierversuche mit giftigen Gasen, insbesondere mit Kohlenoxyd, 1901 – darin beschrieb er die Gréhantschen Versuche (Louis François Nestor Gréhant (1838–1910)) und insbesondere die Erkenntnis, dass durch Kohlenstoffmonoxid vergiftetes Hämoglobin durch Sauerstoff wirksamer behandelt wird als durch Luft
- Ueber die Bildung von Mennige durch Licht und Luft, 1903

Nach Inkrafttreten des Gesetzes betreffend Phosphorzündwaren vom 10. Mai 1903 (aufgehoben am 7. September 2005) gab er wertvolle Anregungen zur Verwendung der Plumbate bei der Herstellung sicherer, feuerungefährlicher Zündhölzer, die das von ihm erfundene Calciumplumbat enthielten.
Nach vielen Versuchen gelang Kaßner es 1911, ein noch wirtschaftlicheres Verfahren zur Sauerstoffgewinnung aus der Luft zu entwickeln, und zwar mittels der Doppelverbindung von Natriumplumbit und Natriummanganat, die er Plumboxan nannte. Hierbei wird Luft in zwei Phasen in reinen Sauerstoff und nahezu reinen Stickstoff gespalten. Weitere Vorteile dieses Verfahrens ist die bedeutend geringere Reaktionstemperatur von 400 °C, und eine Kohlensäurequelle ist nicht mehr notwendig. Diese Art von Sauerstoffgewinnung wird mittels folgender Formel dargestellt:
{\displaystyle \mathrm {(Na_{2}PbO_{3}=Na_{2}MnO_{4})+4\ H_{2}O\longrightarrow O+(Na_{4}PbO_{4}=MnO_{2})+H_{2}O} }
{\displaystyle \mathrm {(Na_{4}PbO_{4}=MnO_{2})+4\ H+O\longrightarrow Na_{2}PbO_{3}+Na_{2}MnO_{4}+4\ N} }
Im Jahre 1912 folgte ein wichtiger Beitrag zur Kenntnis des Aethers. Im Ersten Weltkrieg wurden für die Rüstungsindustrie vermehrt Salpetersäureverbindungen benötigt. Um Unabhängigkeit von Natriumnitrat zu gewinnen, dehnte Kaßner sein Forschungsgebiet entsprechend aus und entwickelte 1922 mittels der Doppelverbindung von Bariummetaplumbat und Bariummanganat einen Katalysator zur Oxidation von Ammoniak – bei 500 °C wird damit die Übertragung des Sauerstoffs aus der Luft auf das Ammoniakmolekül unter Bildung von Salpetersäure und nitrosen Gasen ermöglicht.
Kaßner genoss großes Vertrauen seiner Mitbürger in Münster und nahm rege am öffentlichen Leben teil. Unter anderem war auch dies eine Voraussetzung für eine mit 15 Jahren sehr lange Amtszeit als Stadtverordneter. Mit dem Erreichen der entsprechenden Altersgrenze wurde Kaßner 1926 emeritiert. Auf eine Erkältung im Herbst 1928 folgte eine Lungenentzündung, der er am 30. März 1929 in Münster erlag. Er hinterließ seine Ehefrau, vier Söhne und drei Töchter. Er konnte auf eine 35-jährige Lehr- und Forschungstätigkeit zurückblicken.

## Werke
- Georg Kaſsner: Ein neues Verfahren zur Nutzbarmachung des Sauerstoffs der Luft und die demselben zu Grunde liegenden Verbindungen. In: Polytechnisches Journal. 274, 1889, S. 136–142. (S. 183–190, S. 226–231, S. 270–276)
- Verfahren zur Herstellung von Erdalkalisalzen der Polybleisäuren. In: Die chemische Industrie. Jg. 19, Nr. 2, 1896, S. 35–36 (Bericht zur Patentschrift D. P. 82583).
- Verfahren zur Herstellung von Bleioxyd. In: Die chemische Industrie. Jg. 19, Nr. 5, 1896, S. 101 (Bericht zur Patentschrift D. P. 82985).
- K. et al.: Verfahren zur Gewinnung von Sauerstoff, bezw. von Sauerstoff und Kohlensäure aus Calciumplumbat. In: Die chemische Industrie. Jg. 19, Nr. 9, 1896, S. 187 (Bericht zur Patentschrift D. P. 85020).
- Ein neuer Fall von Krystallchloroform, Leprarin-Chloroform. In: Archiv der Pharmazie. Band 239, Nr. 1, 1901, ISSN 0365-6233, S. 44–48.
- Ueber die Bildung von Mennige durch Licht und Luft. Beitrag zur chemischen Wirkung des Lichtes. In: Archiv der Pharmazie. Band 241, Nr. 9, 1903, ISSN 0365-6233, S. 696–708.
- Beitrag zur Kenntnis des Aethers. In: Archiv der Pharmazie. Band 250, 1912, S. 436–447.